# 日下部光隆
日下部 光隆（くさかべ みつたか、1968年11月10日 - ）は神奈川県出身のプロゴルファー。

## 来歴
1988年神奈川県アマ、1989年・1990年に朝日杯全日本学生連覇、1990年東京アマなど多数のアマチュアタイトルを獲得 。
1991年にプロテストに合格し、同年のマルマンオープンでプロデビューすると、ショートゲームの達人と称された技術を遺憾なく発揮。
1995年のペプシ宇部興産では初日、2日目共に70で回って4アンダー6位タイのグループに着けると、3日目には最終組から一つ前の組でスタートし、 ブラント・ジョーブ&ジャック・オキーフ（アメリカ）と同組で積極的に攻めていく。1番では2オンに失敗するも2.5mにアプローチを寄せてパーを決め、続く2番ではバーディを奪う。4番ではロングホールの2オンを狙ったが、ボールはグリーン右手前のバンカーに入ってしまった。ピンまでおよそ20ヤードあったが、強風の中で冷静にボールの落し所を測り、サンドウエッジをボールの3cm後ろに叩きつけた。風で砂塵が舞い上った中から白球が伸び上り、グリーンに落ちたボールは糸で引っ張られるようにカップに向って転がり、快心のチップインイーグルとなった。この後も4バーディ、1ボギーで一気に66をマークして、2位に3打差をつけて単独首位に立ったが、最終日が雨で中止になったため、通算10アンダーのままプロ4年目で初優勝を手にした。日下部の初優勝を、自宅で日下部からの電話で聞いた尾崎将司は「半勝ちだ」 と言ったが、日下部は”半立ち”と聞き違え、受話器を握りしめたまま、直立不動の姿勢で佇んでいた。
1997年のカシオワールドオープンでは3日目に首位と1打差で2位に着けると、18番の2オンで抜け出して尾崎を逆転し、ツアー通算2勝目 を挙げる。
1998年の日経カップ 中村寅吉メモリアルでも69をマークして尾崎との4打のアドバンテージをひっくり返し、ツアー通算3勝目 を挙げる。今野康晴と共にワールドカップ日本代表にも選出され、マティアス・グレンバーグ&パトリック・ショーランド（スウェーデン）と並ぶ11位タイに終わる。
2007年には競技生活から離れてレッスン活動に従事し、世田谷区で会員制インドアゴルフスタジオWASSを主宰 するが、2019年からはシニアツアーに本格参戦。

## 主な優勝
- 1994年 - 九州オープン
- 1995年 - ペプシ宇部
- 1997年 - カシオワールドオープン
- 1998年 - 日経カップ 中村寅吉メモリアル
- 2001年 - 九州オープン